# Microlicia mendoncaei
Microlicia mendoncaei är en tvåhjärtbladig växtart som beskrevs av Célestin Alfred Cogniaux. Microlicia mendoncaei ingår i släktet Microlicia och familjen Melastomataceae. Inga underarter finns listade i Catalogue of Life.